# Cugung Langu
Cugung Langu is een bestuurslaag in het regentschap Seluma van de provincie Bengkulu, Indonesië. Cugung Langu telt 336 inwoners (volkstelling 2010).